# Принцесса Старла и повелители камней
Принцесса Старла и повелители камней (англ. Princess Gwenevere and the Jewel Riders (Starla and the Jewel Riders)) — американский мультсериал. Сначала его транслировал 2х2 Телемаркет, после чего был повторно показан ориентировочно (Канал 1), а также на телеканале Сети НН (Нижний Новгород) в детской телепередаче Глаз-Алмаз.

## Сюжет
Магическому равновесию в волшебном королевстве Авалон грозит опасность — злой колдунье Леди Кейл (Lady Kale) удалось завладеть магическим Темным Камнем, который разрушил гармонию волшебных камней короны. Добрый чародей Мерлин (Merlin) должен покинуть Авалон до тех пор, пока гармония камней короны не будет восстановлена. Это трудное дело он поручает своим воспитанницам — принцессе Авалона Старле (Starla / Gwenevere) и её подружкам Феллон (Fallon) и Тамаре (Tamara). Принцесса получает Солнечный Камень и встречает крылатого единорога Солнышко (Sunstar), которая несколько позже становится её спутницей. Она объединилась с Тамарой, повелительницей Сердечного Камня, имеющей маленьких зверей и позже также взрослого единорога Песнь Теней (Shadowsong), и Фэллон, которая владеет Лунным Камнем и ездит на единороге Лунатике (Moondance). Принцесса Старла и повелители камней сделает все возможное, чтобы остановить Леди Кейл и спасти королевство.

## Список серий
1. Дикий камень. Часть 1-я
2. Дикий камень. Часть 2-я
3. Деревья-проводники не могут танцевать
4. Песня радуги
5. Гора волшебника
6. По ком тролит колокол
7. Принцесса фея
8. Страшное место
9. Родной дом и сила сердечного камня
10. Великая сила любви
11. Поля сновидений
12. Месть темного камня
13. Полный круг
14. Моргана
15. Песня теней
16. Погода за модой
17. Волшебник Гардении
18. Приключение единорогов
19. Принц леса
20. Камень желаний
21. Морской камень
22. Беспорядки в городе эльфов
23. Таинственный остров
24. Камень судьбы
25. Дух Авалона
26. Единственный камень